# Зильберман, Юрий Абрамович
Юрий Абрамович Зильберман (укр. Юрій Абрамович Зільберман; 4 ноября 1945, Харьков — 25 августа 2024) — музыковед, музыкально-общественный деятель и педагог, кандидат искусствоведения (2004), заслуженный деятель искусств Украины (1998), доцент (2006), профессор (2012), награждён орденом «За заслуги» 3 степени (2013).

## Биография
В 1971 году окончил Харьковский институт искусств, преподаватели Павел Калашник, Леонид Борисович Решетников и Зинаида Борисовна Юферова. Преподавал в музыкальных училищах Северодонецка и Ворошиловграда.
С 1982 года работал в Киевском институте музыки им. Р. Глиэра. С 1987 года — заместитель директора по методической работе, с 2008 года — проректор по научно-методической работе.
Основатель и генеральный директор Международного конкурса молодых пианистов памяти Горовица с 1995; одновременно с 1996 года — президент Международного благотворительного фонда этого же конкурса. Президент Ассоциации академических музыкальных конкурсов с 1999 года.
Является автором исследований интенсивных методов обучения в музыкальном образовании, а также истории музыкальной культуры Киева.
Проживал в Киеве с женой Викторией Львовной, врачом-педиатром.
Умер 25 августа 2024 года в возрасте 78 лет.
Среди работ:
- «Киевская симфония Владимира Горовица», 2002, в соавторстве
- «Владимир Горовиц. Киевские годы», 2005
- «К вопросу об источниках пианизма Владимира Горовица: Владимир Горовиц и проблемы исполнительства XXI века», 2006
- «Владимир Горовиц: от Чайковского до Рахманинова (пять комментариев к малоизвестному письму С. В. Рахманинова В. С. Горовицу», Академия,  2007,
- «Wladimir Horowitz im Vaterland und in der Emigration. Biographische Realität — entstellt und wiederhergestellt (Fehlerberichtigung)», 2008, в соавторстве
- "Ошибка Гарольда Шонберга", 2009
- "Семь очерков о Владимире Горовице",  2008
- "Киевское музыкальное училище. Очерк деятельности. 1968 - 1924 годы", 2012.
- "Горовиц был мне как брат". Письма Н.Мильштейна Владимиру Горовицу., 2014
- "Когда в действительности родился Натан Мильштейн", 2015
- "Русская корреспонденция В.Горовица в архиве Йельского университета", 2019